# Vergencia

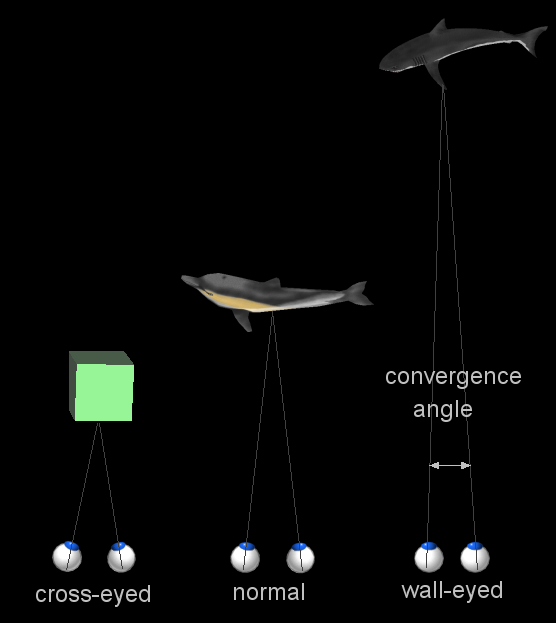
Los dos ojos convergen para apuntar al mismo objeto.

La vergencia se refiere al movimiento simultáneo de ambos ojos en direcciones opuestas para obtener o mantener una sola visión binocular.
Cuando un animal con visión binocular observa un objeto, los ojos deben rotar alrededor de un eje vertical de forma que la proyección de la imagen quede en el centro de la retina de ambos ojos. A la hora de observar un objeto más cercano, los ojos rotan uno hacia el otro (convergencia), mientras que a la de observar un objeto más lejano, rotan alejándose uno del otro (divergencia). La convergencia exagerada se llama visión cruzada (o «bizca», por ejemplo, al enfocarse en la nariz). Al mirar a lo lejos, los ojos divergen hasta quedar paralelos, fijándose efectivamente en el mismo punto en el infinito (o muy lejos).
Los movimientos de vergencia están estrechamente conectados con la acomodación del ojo. En condiciones visuales normales, ver un objeto a una distancia diferente provoca de manera automática cambios tanto en la vergencia como en la acomodación, conocidos a veces como reflejo de acomodamiento-convergencia. En condiciones visuales no típicas, por ejemplo al observar un estereograma, la vergencia y la acomodación de los ojos no coinciden, dando como resultado que el espectador experimente un conflicto de vergencia-acomodamiento.
Frente a la velocidad de 500°/s de los movimientos sacádicos, los movimientos de vergencia son mucho más lentos, en torno a 25°/s. Los músculos extraoculares pueden tener dos tipos de fibras, cada una con su propia inervación. De ahí que exista un mecanismo dual.

## Tipos
Se considera que los siguientes tipos de vergencia actúan en superposición:
- Vergencia tónica: vergencia debida a un tono muscular extraocular normal, sin que haya acomodación ni estímulo para la fusión binocular. Se considera que la vergencia tónica mueve los ojos desde una posición anatómica de reposo (que sería la posición del ojo si no estuviera inervado) a la posición fisiológica de reposo. [2]
- Vergencia acomodativa: vergencia impulsada por la visión borrosa o desenfocada.
- Vergencia fusional (también llamada vergencia de disparidad, vergencia impulsada por disparidad o vergencia refleja[2]): vergencia inducida por un estímulo a la fusión binocular.
- Vergencia proximal  vergencia debida a la conciencia de que un objeto de fijación se encuentra cerca o lejos en ausencia de disparidad o de señales de acomodación. Esto incluye también la vergencia que se debe a la intención del sujeto de fijar su mirada en un objeto en la oscuridad.[3]

La vergencia acomodativa se mide como la proporción entre cuánta convergencia tiene lugar para una acomodación dada (proporción AC/A, proporción CA/C).
La vergencia proximal es a veces también llamada vergencia voluntaria, si bien a veces esta se considera en cambio un quinto tipo de vergencia. La vergencia voluntaria es necesaria para poder ver autoestereogramas, así como para cruzar voluntariamente los ojos. La convergencia voluntaria va por lo general acompañada de acomodación y de miosis (constricción de la pupila). Con todo, a menudo y gracias a la práctica prolongada, es posible aprender a disociar la acomodación y la vergencia.
La vergencia también se clasifica de acuerdo con su dirección: vergencia horizontal, vergencia vertical y vergencia torsional (o ciclovergencia). La vergencia horizontal se distingue además en convergencia (también llamada 'vergencia positiva') o divergencia (también llamada 'vergencia negativa'). Los movimientos oculares de vergencia son resultado de la actividad de seis músculos extraoculares. Estos músculos están inervados por tres nervios craneales: el nervio abducens, el nervio troclear y el nervio oculomotor. La vergencia horizontal involucra principalmente los músculos recto lateral y recto medial.

### Convergencia
En optometría, la convergencia se refiere al movimiento simultáneo hacia adentro de ambos ojos, por lo general en un esfuerzo por mantener una sola visión binocular a la hora de observar un objeto. Se trata del único movimiento ocular que no es conjugado, sino que en cambio aduce el ojo. La convergencia es uno de los tres procesos que ejecutan los ojos para poder enfocar de manera apropiada una imagen en la retina. En cada ojo, el eje visual apunta hacia el objeto de interés para enfocarlo en la fóvea. Esta acción está mediada por el músculo recto medial, a su vez inervado por el tercer nervio craneal o nervio oculomotor. Es un tipo de movimiento ocular de vergencia y es llevado a cabo por músculos extrínsecos. La diplopía, conocida comúnmente como «ver doble», puede producirse cuando uno de los músculos extrínsecos del ojo es más débil que el otro. Esto se debe a que el objeto visto es proyectado hacia diferentes partes de la retina de cada ojo, lo que hace que el cerebro vea dos imágenes.
La insuficiencia de convergencia, que se caracteriza por una capacidad reducida de los ojos para rotar uno hacia el otro o mantener la convergencia, es un problema común de los ojos así como la principal causa de fatiga visual, visión borrosa y dolores de cabeza. Este problema se encuentra con mayor frecuencia en niños.
El Punto cercano de convergencia (PCC) se mide acercando un objeto a la nariz y determinando en qué punto un paciente ve doble o un ojo se desvía hacia afuera. Los valores normales de PCC van hasta los 10 centímetros. Cualquier valor de PCC mayor a 10 cm es remoto y se debe típicamente a una exoforia alta en las cercanías.

### Divergencia

El ojo derecho divergiendo mientras que el izquierdo se mantiene relativamente estable, un ejemplo de divergencia parcial

En oftalmología, la divergencia se refiere al movimiento simultáneo hacia afuera de ambos ojos alejándose uno del otro, típicamente en un esfuerzo por mantener una sola visión binocular al momento de observar un objeto. Es, por tanto, un tipo de movimiento ocular de vergencia. En términos fisiológicos, se observa una divergencia de los ojos en dirección vertical durante una inclinación de la cabeza, debido a señalización vestibular y al visualizar una imagen visual rotatoria. Si bien el sistema visual por lo general no es bueno a la hora de ajustarse bien a la aceleración del movimiento visual, tal divergencia vertical ha demostrado ser más adaptable, siendo causada posiblemente por una activación inducida visualmente de los núcleos vestibulares, que típicamente transmiten información desde los acelerómetros del oído interno.

## Disfunción de la vergencia
Hay varias disfunciones de la vergencia:
- Exoforia básica
- Insuficiencia de convergencia
- Micropsia de convergencia
- Exceso de divergencia
- Esoforia básica
- Exceso de convergencia
- Insuficiencia de divergencia
- Disfunción de la vergencia fusional (vergencia fusional positiva y negativa reducidas, con foria normal o casi normal)
- Heteroforia

Tanto el control de la vergencia como la sobreconvergencia asociada con la acomodación adicional requerida para superar un error refractivo hipermetrópico juegan un rol en la aparición de la esotropia acomodativa. La explicación clásica de la aparición de esotropía acomodativa es una compensación de la hipermetropía mediante una convergencia acomodativa excesiva. Constituye una activa área de investigación entender las razones por las que muchos bebés con hipermetropía desarrollan esotropía acomodativa mientras que otros no, así como cuál es la influencia exacta del sistema de vergencia en tal contexto.